# Saint-Ambroise (Limassol)
Pour les articles homonymes, voir Saint-Ambroise.
Saint-Ambroise (grec moderne : Άγιος Αμβρόσιος) est un village de Chypre de plus de 323 habitants.